# Pulitzer-Preis 1939
Der Pulitzer-Preis 1939 war die 23. Verleihung des renommierten US-amerikanischen Literaturpreises. Es wurden Preise in zehn Kategorien im Bereich Journalismus und dem Bereich Literatur, Theater und Musik vergeben.
Die Jury bestand aus 14 Personen, unter anderem dem Präsidenten der Columbia-Universität Nicholas Murray Butler und Ralph Pulitzer, Sohn des Pulitzer-Preis-Stifters und Herausgeber der New York World.

## Preisträger
| Kategorie                                     | Preisträger                                               | Begründung |
| --------------------------------------------- | --------------------------------------------------------- | --- |
| Dienst an der Öffentlichkeit (Public Service) | Miami Daily News                                          | Preis verliehen für die Kampagne zur Wiederwahl der Miami City Commission. |
| Berichterstattung (Reporting)                 | Thomas Lunsford Stokes, Scripps-Howard Newspaper Alliance | Preis verliehen für die Berichterstattung über angebliche Einschüchterungsversuche von Mitarbeitern der Works Progress Administration in Kentucky und Pennsylvania. Veröffentlicht in The New York World-Telegram. |
| Korrespondenz (Correspondence)                | Louis P. Lochner, Associated Press                        | Preis verliehen für seine Bericht aus Berlin. |
| Leitartikel (Editorial Writing)               | Ronald G. Callvert, The Oregonian                         | Preis verliehen für seine gute Arbeit im Laufe des Jahres am Beispiel des Leitartikels My Country Tis of Thee. |
| Karikatur (Editorial Cartooning)              | Charles G. Werner, Daily Oklahoman                        | Preis verliehen für Nomination for 1938. |

| Kategorie                                                   | Preisträger                                                                             |
| ----------------------------------------------------------- | --------------------------------------------------------------------------------------- |
| Roman (Novel)                                               | The Yearling von Marjorie Kinnan Rawlings                                               |
| Theater (Drama)                                             | Abe Lincoln in Illinois (dt. Titel: Abraham Lincoln in Illinois) von Robert E. Sherwood |
| Geschichte (History)                                        | A History of American Magazines von Frank Luther Mott                                   |
| Biographie oder Autobiographie (Biography or Autobiography) | Benjamin Franklin von Carl Van Doren                                                    |
| Dichtung (Poetry)                                           | Selected Poems von John Gould Fletcher                                                  |